# Антон Франгя (архитект)
Антон Янев Франгя е български архитект с авторитетно име в областта на сградостроенето на град Варна.

## Биография
Антон Франгя е роден на 21 ноември 1888 г. в Браила, Кралство Румъния. Племенник е на Антон Франгя – известен български политик от хърватски произход. През 1892 г. семейството му се преселва в Русе, а по-късно във Варна, където през 1907 г. Антон Франгя завършва класическия профил на Мъжката гимназия „Фердинанд І“. Започва да учи архитектура в Лемберг, Австро-Унгария. Макар и част от австрийска Галиция, населението на Лемберг е преобладаващо полско и украинско.
На 5 октомври 1912 г. Антон Франгя прекъсва образованието си, записва се като доброволец и участва в Балканската, Междусъюзническата и Първата световна война. Антон Франгя достига до чин на поручик и е награден с Орден за храброст ІІ степен. В междувоенните години работи като строителен техник във Варна. Един от първите му големи архитектурни проекти е Фурната на Илия Илиев от 1915 г., по който работи със скулптора Кирил Шиваров.
На 24 май 1918 г. Антон Франгя встъпва в брак със Зорка Попова, дъщеря на Иван Койнов Попов, директор на банка „Бъдащност“ във Варна. На следващата година се ражда и първата им дъщеря Евгения. През 1921 г. Антон Франгя заминава със семейството си за Грац, Австрия, където в рамките на година завършва образованието си и получава
архитектурна диплома. Регистрира собствено архитектурно бюро във Варна, проектира и изгражда десетки частни домове, вили и пансиони. От 1924 г. работи съвместно с арх. Стефан Бенев Стоянов във фирма „Ст. Бенев, арх. Франгя и сие“. На следващата година приемат покана да участват в проектирането и строителството на обществени здания в новата турска столица Анкара. Получава отличие на конкурса за Окръжната палата в Хасково. Успешното партньорство между двамата проектанти продължава до 1934 г.
Между 1927 и 1936 г. Антон Франгя е почетен консул на Полската република във Варна. Заедно с Петър Димков основава инициативен комитет за построяване на мавзолей и създаване на парк, посветен на полско-унгарския крал Владислав ІІІ Ягело и воините от християнската коалиция, загинали край Варна на 10 ноември 1444 г. Проектира сградата на мавзолея, като се ползва от изпратени от Варшава планове на полския
архитект Мишевски. Парк музей „Владислав Варненчик“ е тържествено открит през лятото на 1935 г., а арх. Франгя е удостоен със златния орден „Полония Реститута“.
През 1936 г. семейството на архитекта напуска Варна и се установява в София. Там арх. Франгя става главен проектант на „Горстрой“, но продължава да изпълнява проекти на частни домове и почивни станции в курорта Св. Константин. Пише своя научен труд „Номенклатурното строителство“, който претърпява две издания. Той е сред от основателите на Научния институт на архитектите и инженерите в България.
По време на Втората световна война арх. Франгя е мобилизиран и повишен в чин капитан. Назначен е за началник на противовъздушната отбрана на района около Съдебната палата в София в разгара на съюзническите бомбардировки над България. След войната постъпва на работа в Инвестиционната банка, където се пенсионира през 1969 г.
Умира на 4 март 1979 г. в София.